# 24 Hores de Montjuïc 1967
L'edició de 1967 de les 24 Hores de Montjuïc fou la 13a d'aquesta prova, organitzada per la Penya Motorista Barcelona al Circuit de Montjuïc el cap de setmana del 8 i 9 de juliol. Era la tercera prova de la Copa FIM de resistència d'aquell any.

## Classificació general

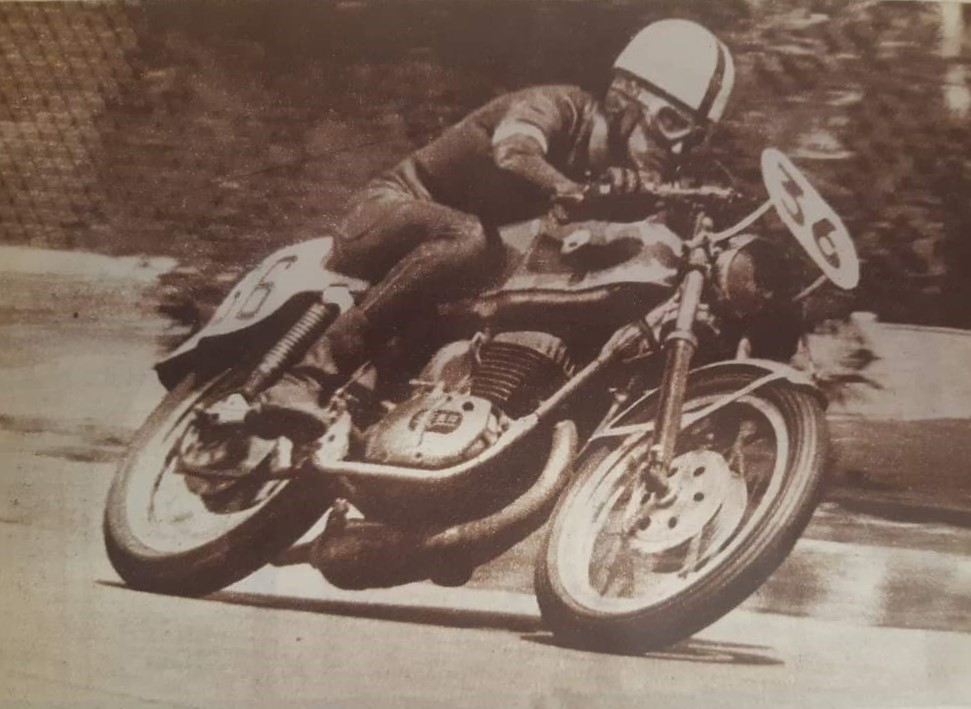
Luis Yglesias amb l'OSSA 230cc durant les 24 Hores de Montjuïc de 1967

| Posició | Pilot 1           | Pilot 2            | Motocicleta | Voltes | Km        | Km/h    |
| ------- | ----------------- | ------------------ | ----------- | ------ | --------- | ------- |
| 1       | Luis Yglesias     | Carles Giró        | OSSA 230    | 662    | 2.511,903 | 104,663 |
| 2       | Colin Dixon       | Mick Andrew        | Triumph     | 627    | 2.377,965 | 99,081  |
| 3       | Pere Millet       | Josep Maria Palomo | OSSA 230    | 620    | 2.352,679 | 98,024  |
| 4       | S. Trías          | Robert Blanch      | Montesa     | 599    | 2.270,655 | 94,610  |
| 5       | José Luis Aguilar | Jacques Roca       | Ducati      | 591    | 2.240,274 | 93,344  |
| 6       | Barry Smith       | Chris Goosens      | Suzuki      | ?      | ?         | ?       |
| 7       | Daniel Tucker     | Colin Hornby       | Norton      | ?      | ?         | ?       |
| 8       | Richard Guy       | Gary Green         | Triumph     | ?      | ?         | ?       |
| 9       | "Squalo Yago"     | Josep Maria Torres | Montesa     | ?      | ?         | ?       |
| 10      | Ken G. Buckmaster | Austin Kinsella    | Triumph     | ?      | ?         | ?       |

## Guanyadors per categories
| Categoria | Pilot 1       | Pilot 2     | Motocicleta | Voltes | Km        | Km/h    |
| --------- | ------------- | ----------- | ----------- | ------ | --------- | ------- |
| 250 cc    | Luis Yglesias | Carles Giró | OSSA        | 662    | 2.511,902 | 104,663 |
| Superior  | Colin Dixon   | Mick Andrew | Triumph     | 627    | 2.377,965 | 99,081  |

## Trofeus addicionals
| Trofeu                                       | Guanyador                          | Punts |
| -------------------------------------------- | ---------------------------------- | ----- |
| Trofeu Juan Antonio Samaranch                | Luis Yglesias - Carles Giró        | 80    |
| Trofeu Conrado Cadirat per equips de marca   | OSSA                               | -     |
| XIII Trofeu "Centauro" de El Mundo Deportivo | OSSA (Luis Yglesias - Carles Giró) | -     |